# Янгстаун
Янгстаун (англ. Youngstown) — город на северо-востоке США, в штате Огайо, на реке Махонинг. В городе проживает 77 713 жителей (2004), с пригородами — около 600 тысяч жителей. В некоторых русскоязычный энциклопедиях встречаются названия Йонгстаун и Юнгстаун.

## История

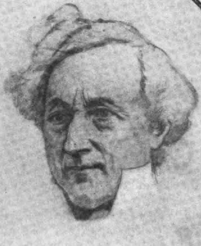
Янг, Джон (1764–1825)

Янгстаун был основан в 1797 году и был назван в честь уроженца Нью-Йорка первопроходца Джона Янга, который исследовал эту территорию в 1796 году и вскоре сам поселился на ней. 9 февраля 1797 года Янг приобрел участок площадью 15560 акров (6300 га) у руководства Западного резервного района Коннектикута за 16085 долларов. Основание Янгстауна в 1797 году было официально зарегистрировано 19 августа 1802 года.
Янгстаун является крупным центром металлургии и металлообработки. В городе производится выплавка и обработка чёрных и цветных металлов, развита химическая, резиновая, керамическая, пищевая промышленность; налажено производство горного, строительного, энергетического и конторского оборудования, стройматериалов, электроламп. Город является важным транспортным узлом.
Большую часть 20-го века сталелитейные заводы города процветали настолько, что город являл собой модель американской мечты. В 1977 году компания Youngstown Sheet and Tube объявила о закрытии сталелитейного завода Campbell Works. После чего за пять лет в городе число рабочих мест уменьшилось на 50 000. Янгстаун изменился не только из-за сбоя в экономике, но и из-за культурного и психологического упадка. Резко возросло количество депрессий, семейных проблем и самоубийств. В 1990-е годы было построено четыре тюрьмы.

## Население
| 1820    | 1830     | 1840     | 1850     | 1860     | 1870     | 1880     | 1890     | 1900    |
| ------- | -------- | -------- | -------- | -------- | -------- | -------- | -------- | ------- |
| 273     | ↗384     | ↗654     | ↗2802    | ↘2759    | ↗8075    | ↗15 435  | ↗33 220  | ↗44 885 |
| 1910    | 1920     | 1930     | 1940     | 1950     | 1960     | 1970     | 1980     | 1990    |
| ↗79 066 | ↗132 358 | ↗170 002 | ↘167 720 | ↗168 330 | ↘166 689 | ↘139 788 | ↘115 427 | ↘95 787 |
| 2000    | 2010     | 2017     | 2020     |          |          |          |          |         |
| ↘82 026 | ↘66 982  | ↘64 604  | ↘60 068  |          |          |          |          |         |

## Города-побратимы
- Спишска-Нова-Вес, Словакия (с 1991).